# Kikaijikake no Marie
Kikaijikake no Marie (機械じかけのマリー Kikaijikake no Marī?) es una serie de manga japonesa escrita e ilustrada por Aki Akimoto. Originalmente fue un one-shot publicado en la revista de manga shōjo LaLa de Hakusensha en marzo de 2020, antes de ser serializado en la misma revista desde junio de 2020 hasta junio de 2023. Una adaptación de la serie al anime de Zero-G y Liber se estrenará en octubre de 2025.

## Personajes
Marie (マリー Marī?)
 Seiyū: Nao Tōyama
Arthur (アーサー Āsā?)
 Seiyū: Haruki Ishiya
Marie-2 (マリー2 Marī 2?)
 Seiyū: Ami Koshimizu
Noah (ノア Noa?)
 Seiyū: Chiaki Kobayashi
Roy (ロイ Roi?)
 Seiyū: Yūichirō Umehara
Maynard (メイナード Meinādo?)
 Seiyū: Daishi Kajita

## Contenido de la obra

### Manga
Escrito e ilustrado por Aki Akimoto, Kikaijikake no Marie fue inicialmente un one-shot publicado en la revista LaLa de Hakusensha el 24 de marzo de 2020. Posteriormente fue serializado en la misma revista del 24 de junio de 2020, al 23 de junio de 2023. La serie se recopiló en seis volúmenes tankōbon.

#### Lista de volúmenes
| Volúmenes de manga publicados | Volúmenes de manga publicados | Volúmenes de manga publicados |
| Número                        | Fecha de lanzamiento          | ISBN                          |
| ----------------------------- | ----------------------------- | ----------------------------- |
| 1                             | 4 de diciembre de 2020        | ISBN 978-4-59-222081-7        |
| 2                             | 4 de junio de 2021            | ISBN 978-4-59-222082-4        |
| 3                             | 3 de diciembre de 2021        | ISBN 978-4-59-222083-1        |
| 4                             | 5 de julio de 2022            | ISBN 978-4-59-222084-8        |
| 5                             | 3 de febrero de 2023          | ISBN 978-4-59-222085-5        |
| 6                             | 5 de septiembre de 2023       | ISBN 978-4-59-222154-8        |

### Anime
Se anunció una adaptación de la serie a serie de televisión de anime el 5 de agosto de 2024. Está producida por Zero-G y Liber, dirigida por Junji Nishimura, con guiones escritos por Mariko Kunisawa, diseño de personajes de Yoko Kikuchi y música de Yasuharu Takanashi y Johannes Nilsson. Se estrenará en octubre de 2025 en Tokyo MX, ytv y BS Fuji. Crunchyroll obtuvo la licencia de la serie en América del Norte, América Central, América del Sur, Europa, África, Oceanía, Oriente Medio, CEI y subcontinente indio.